# Tidö leksaks- och seriemuseum
Tidö leksaks- och seriemuseum var ett museum som låg vid Tidö slott strax utanför Västerås. Det flyttades till Stockholm 2017 och har sedan bytt namn till Stockholm Toy Museum. Museet är efter flytten beläget i Skeppsholmens bergrum på Skeppsholmen.
Tidö leksaks- och seriemuseum skapades 1974 av dåvarande ägaren till Tidö slott, Carl-David von Schinkel och invigdes av kung Carl XVI Gustaf. Det innehöll då bara leksaker. Museet flyttades år 2010 från slottsbyggnaden till det så kallade stenstallet nära slottet och kompletterades med ett serietidningsmuseum med originalteckningar och miljöer från seriernas värld; det serierelaterade museimaterialet kom från det då nedlagda seriemuseet i Comic Land i halländska Köinge. Museet innehöll även information om Team Tidös rallybilsverksamhet.

## Leksaksmuseet i Tidö
Leksaksmuseet innehöll en stor mängd leksaker. Vid ingången fanns åkdon som cyklar, bilar, häst och vagn, flygplan. Inne i lokalen fanns leksaker utplacerade i montrar. Här kunde man hitta tennsoldater, dockskåp, bilar, båtar, flygplan, modelljärnvägar. Här fanns flera leksaker som ägts av kungafamiljen, till exempel en trampbil som använts av kung  Carl XVI Gustaf när han var barn.

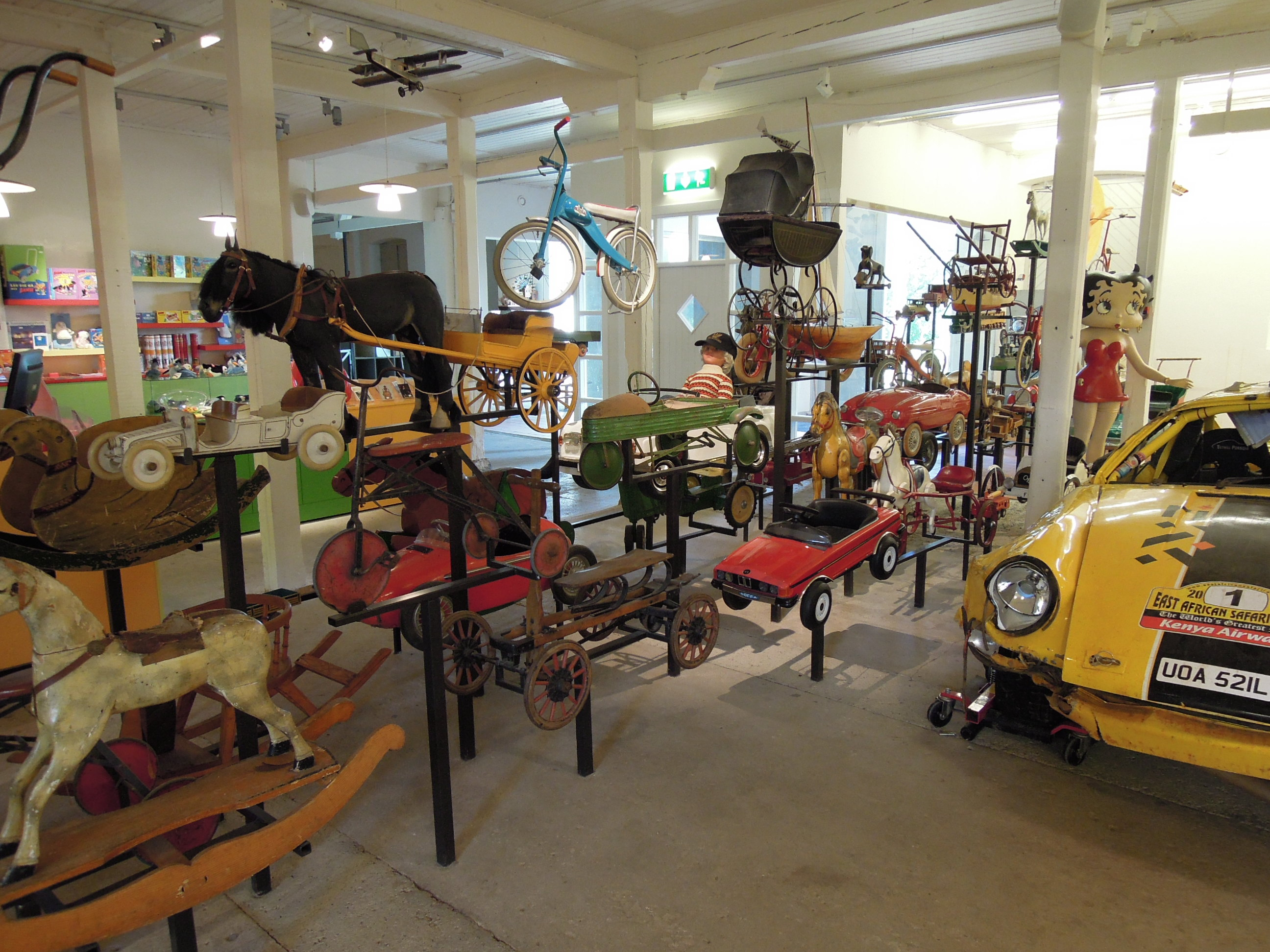
Entrén med en av Team Tidös rallybilar.
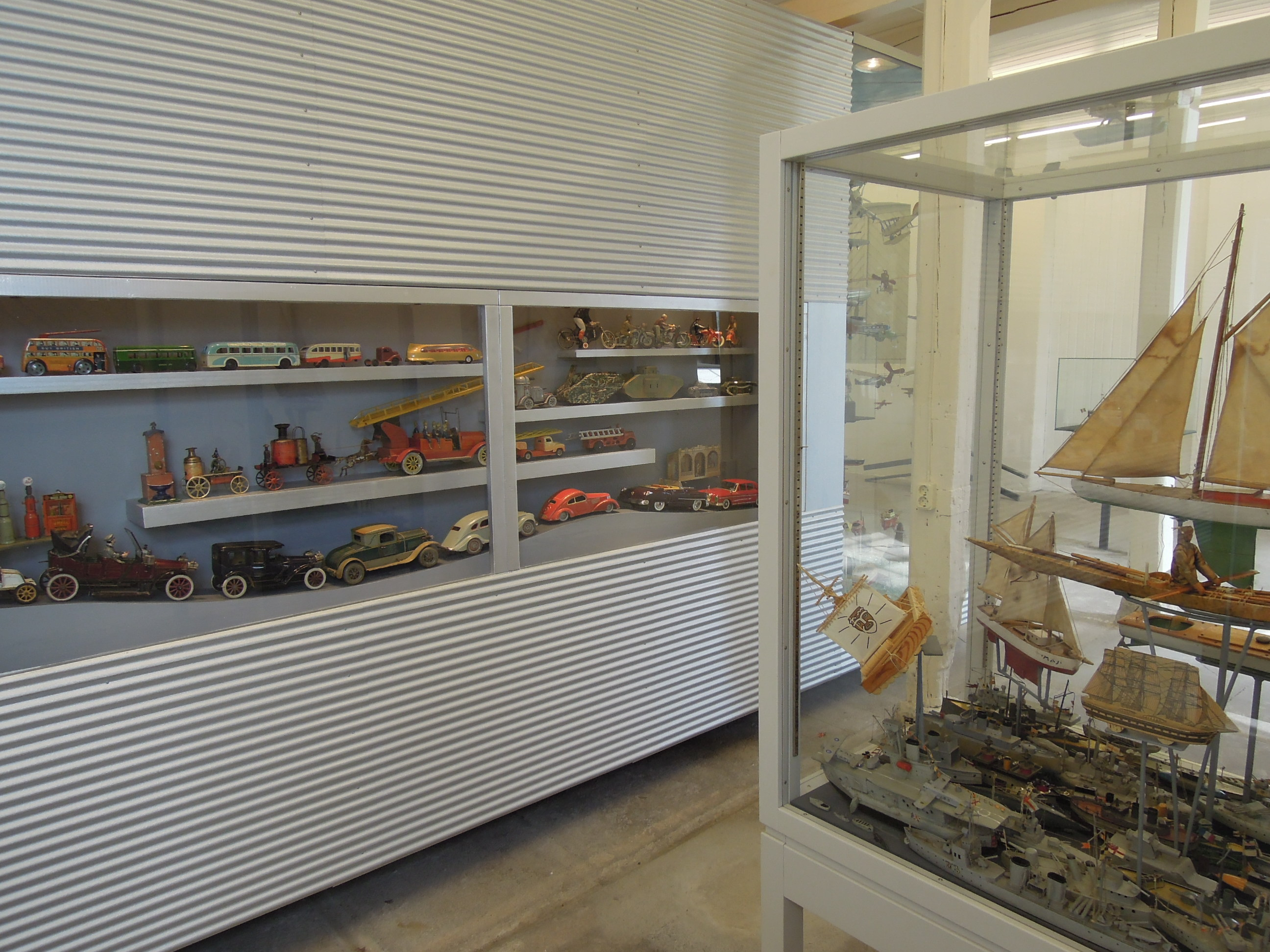
Modellbilar och skepp
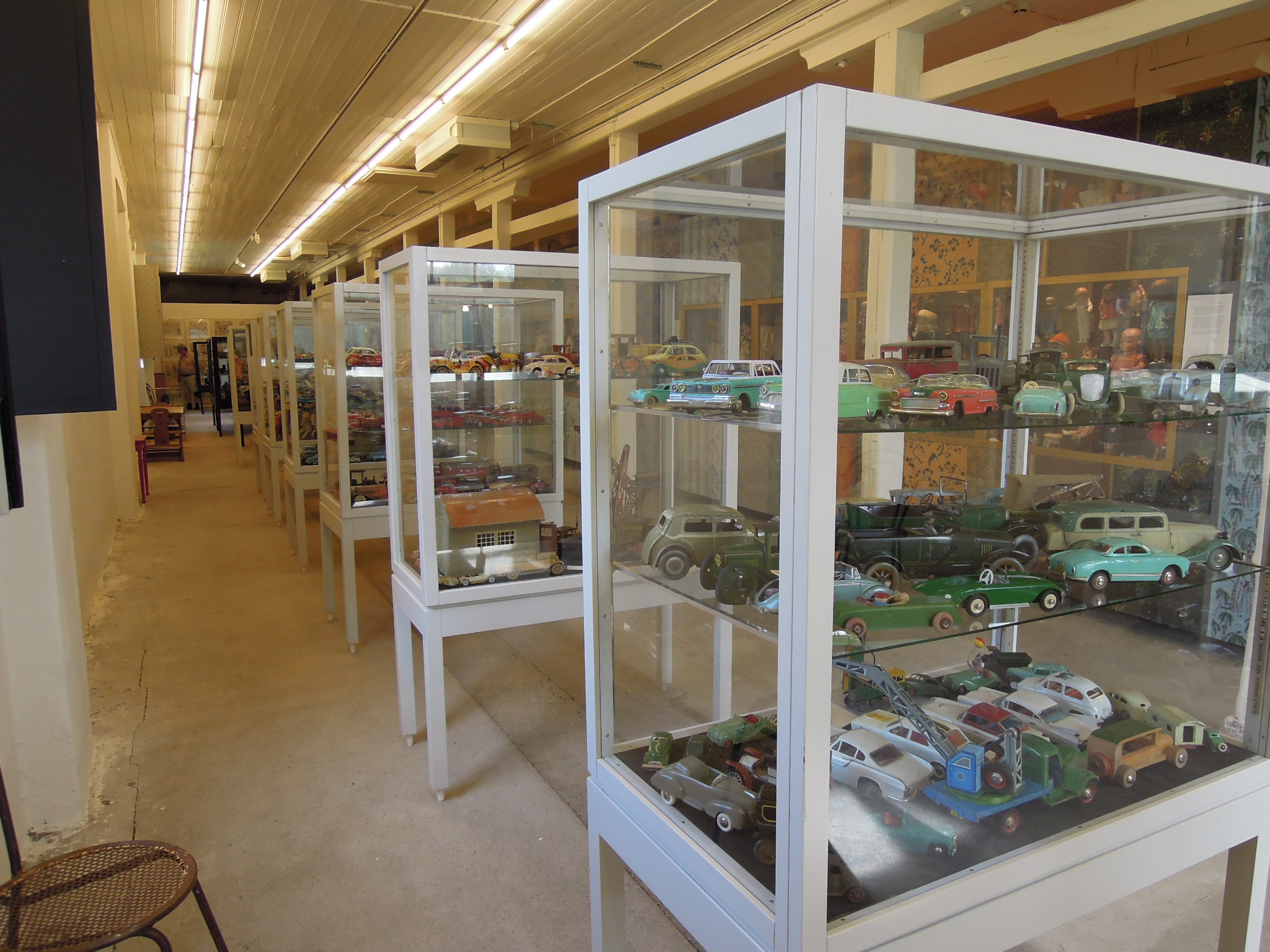
Många montrar med modellbilar
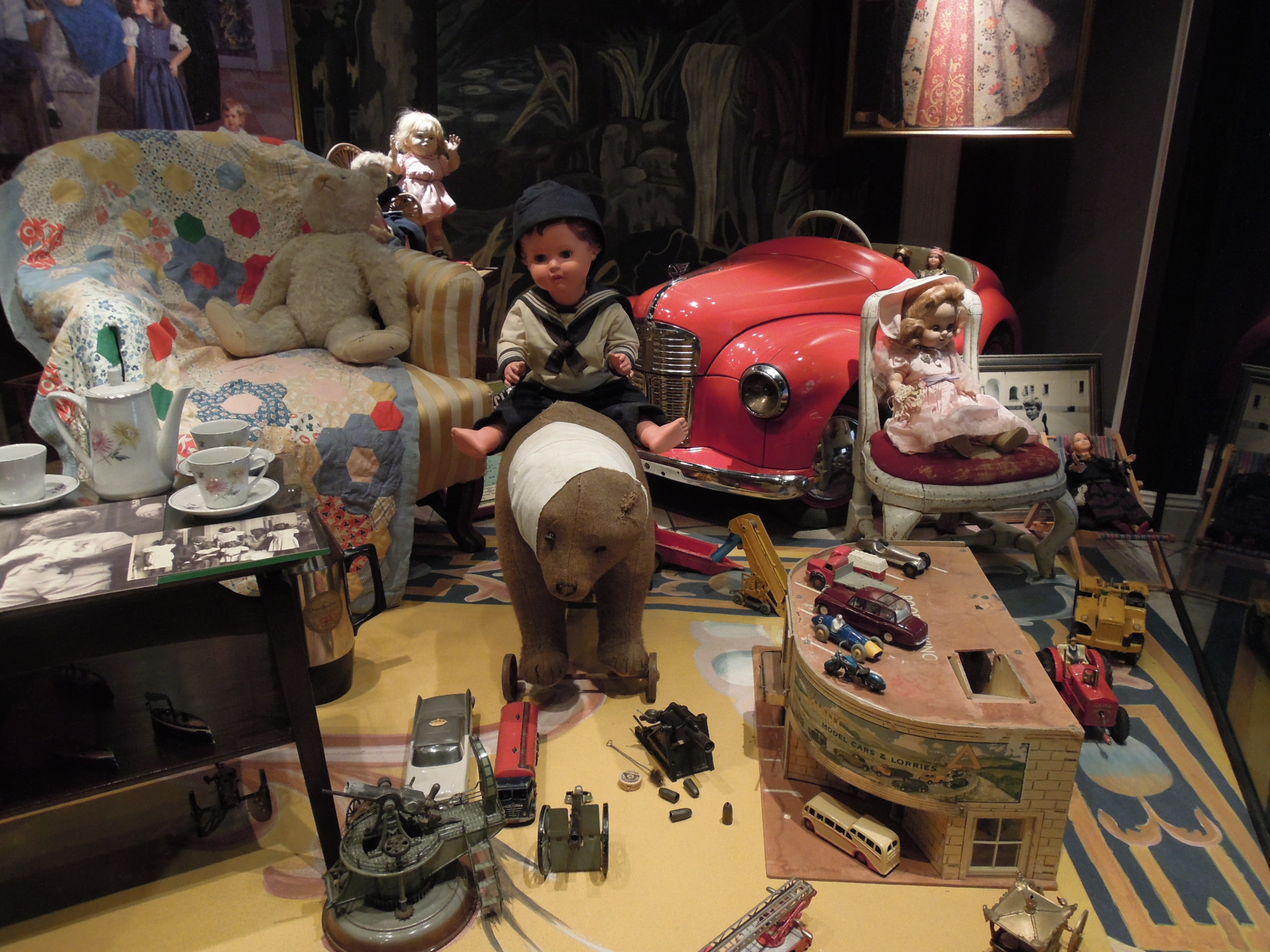
Leksaker som kung Carl XVI Gustaf ägt som barn
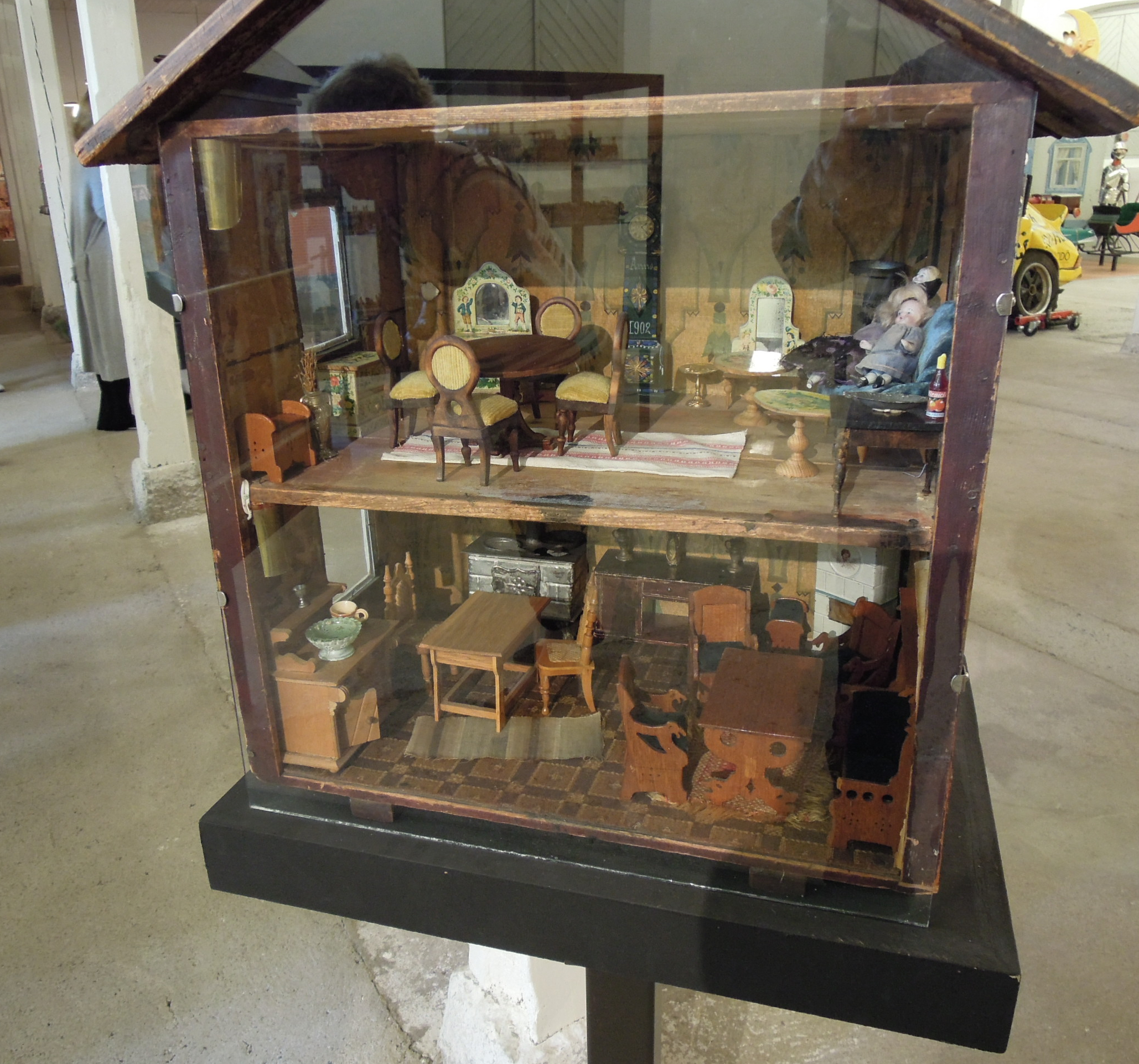
Dockskåp

## Seriemuseet i Tidö
Seriemuseet innehöll originalteckningar och kopior från serier från Sverige och andra länder. Det fanns en läshörna att sjunka ner i. Kända figurer från serietidningsvärlden fanns som statyer, till exempel Bamse, Asterix, Obelix, Lucky Luke, Kronblom och 91:an Karlsson. 

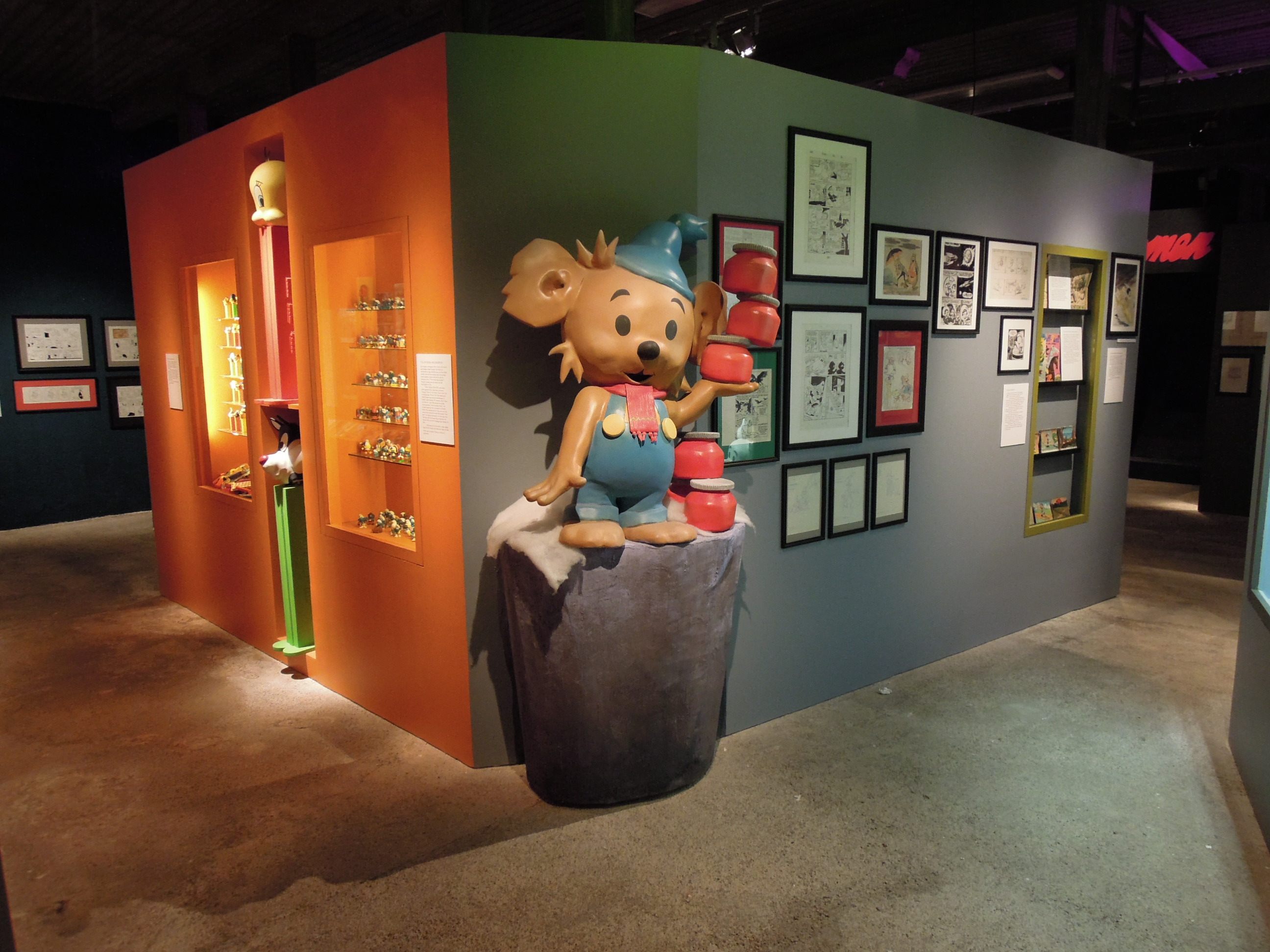
Bamse
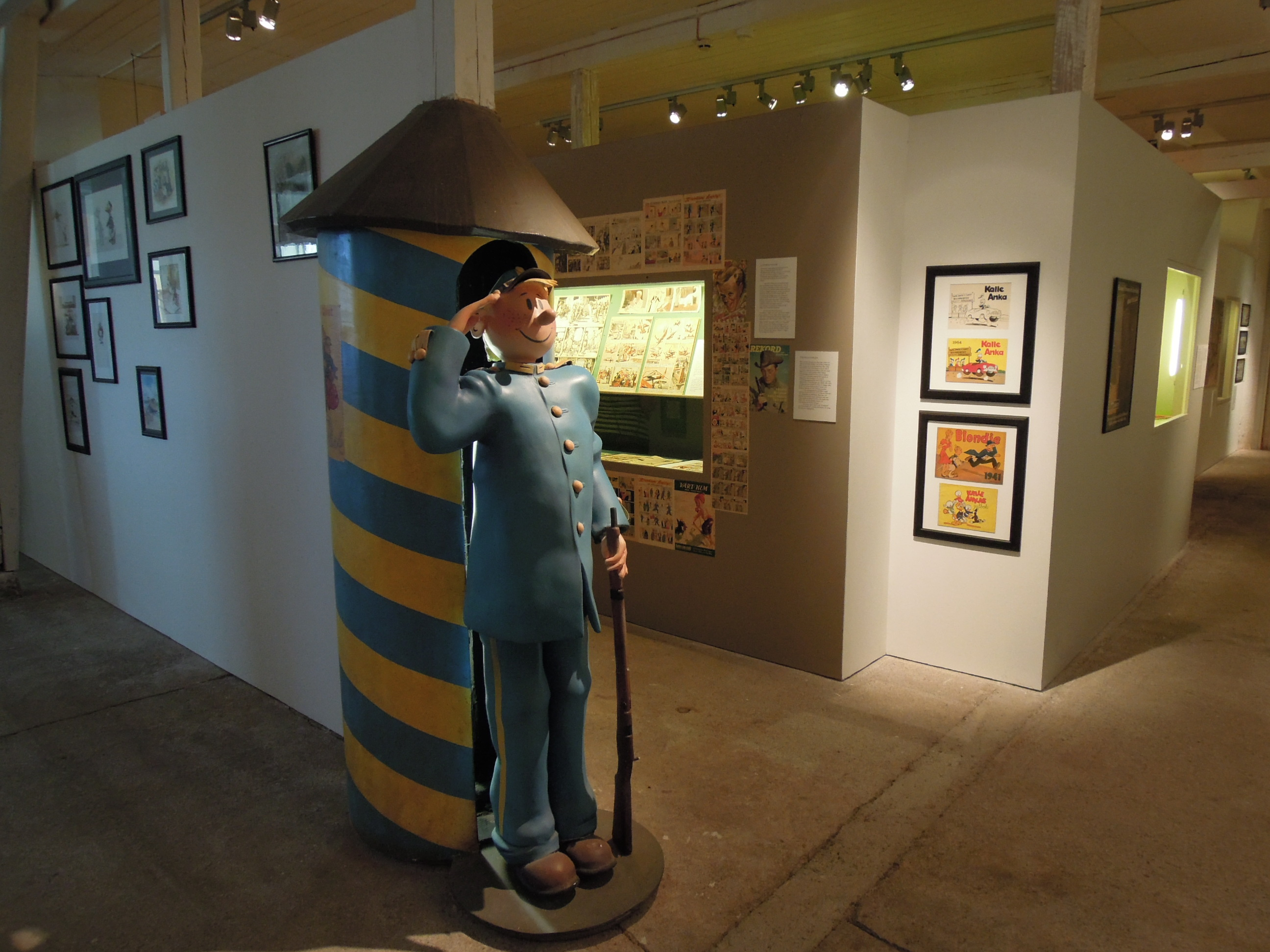
91:an Karlsson
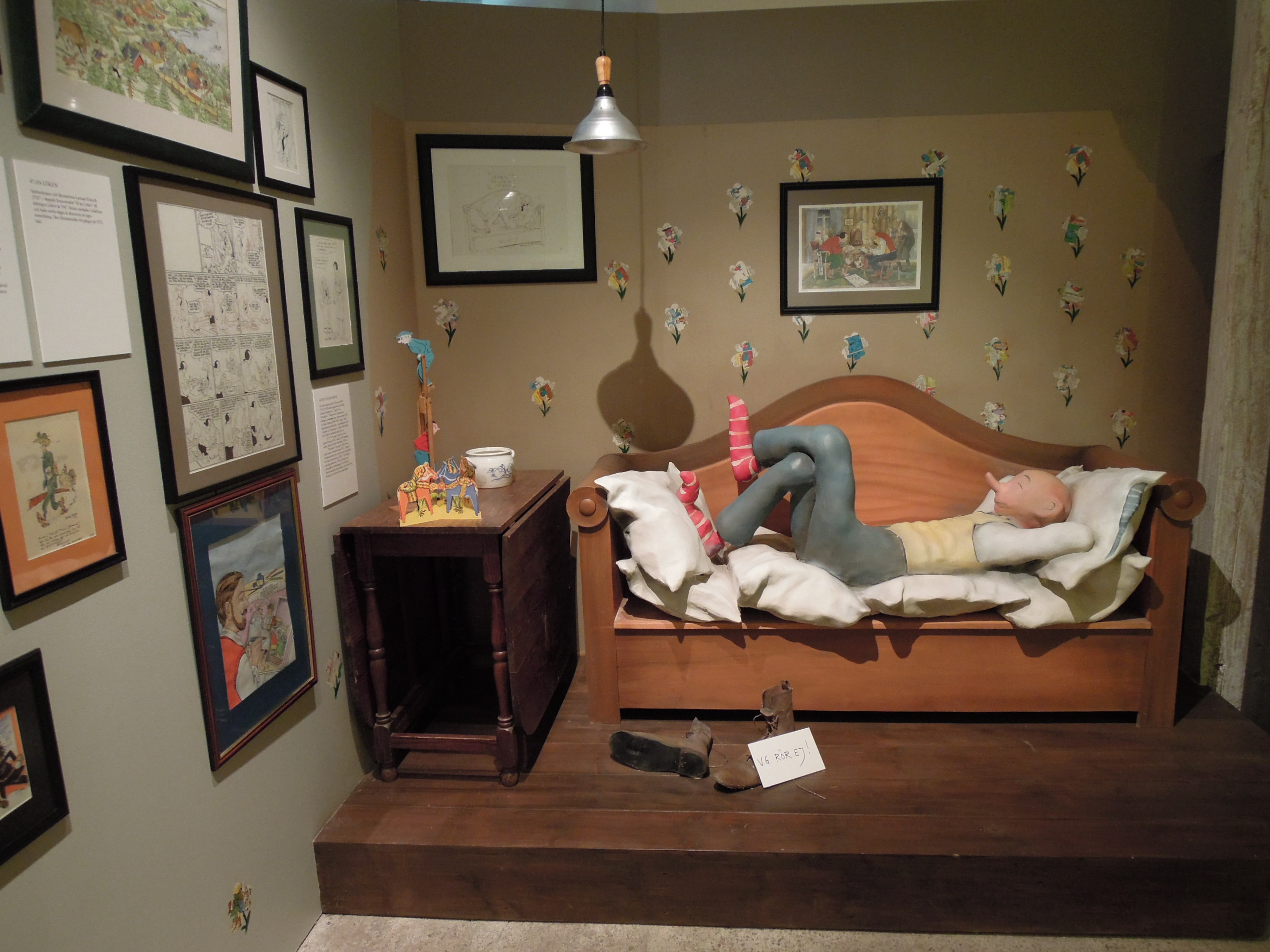
Kronblom
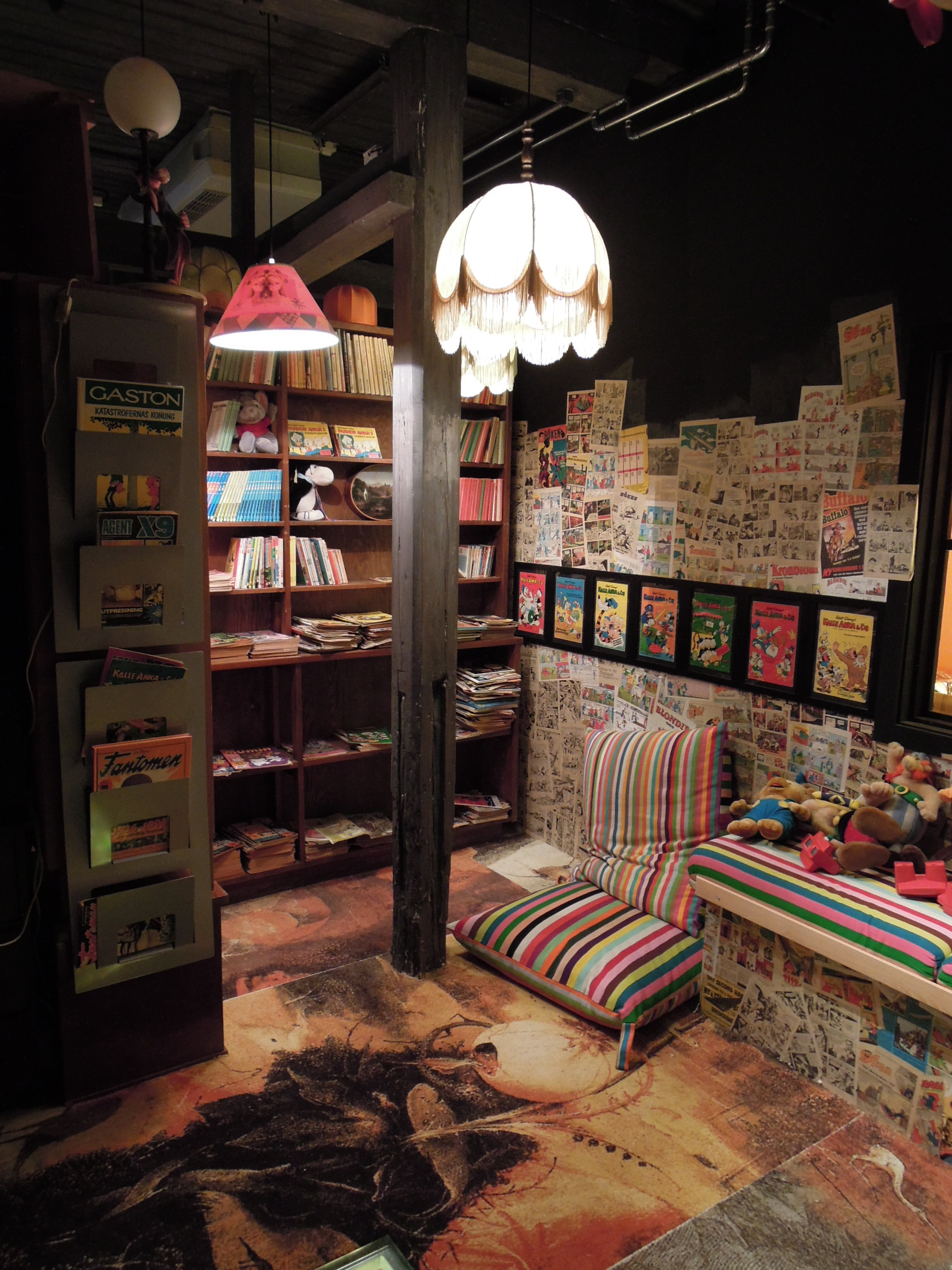
Mys- och läshörna med serietidningar

## Team Tidös rallybilar
Team Tidö, som bedriver rallybilsverksamhet, hade några bilar utställda i museet i Tidö.